# ميلان جروبانوف
ميلان جروبانوف مواليد 30 أبريل 1978، هو لاعب كرة يد صربي. يلعب حاليا مع نادي إنكانتادا لكرة اليد في الدوري الإسباني لكرة اليد ويحمل الرقم 17.